# Otto Schliwinski

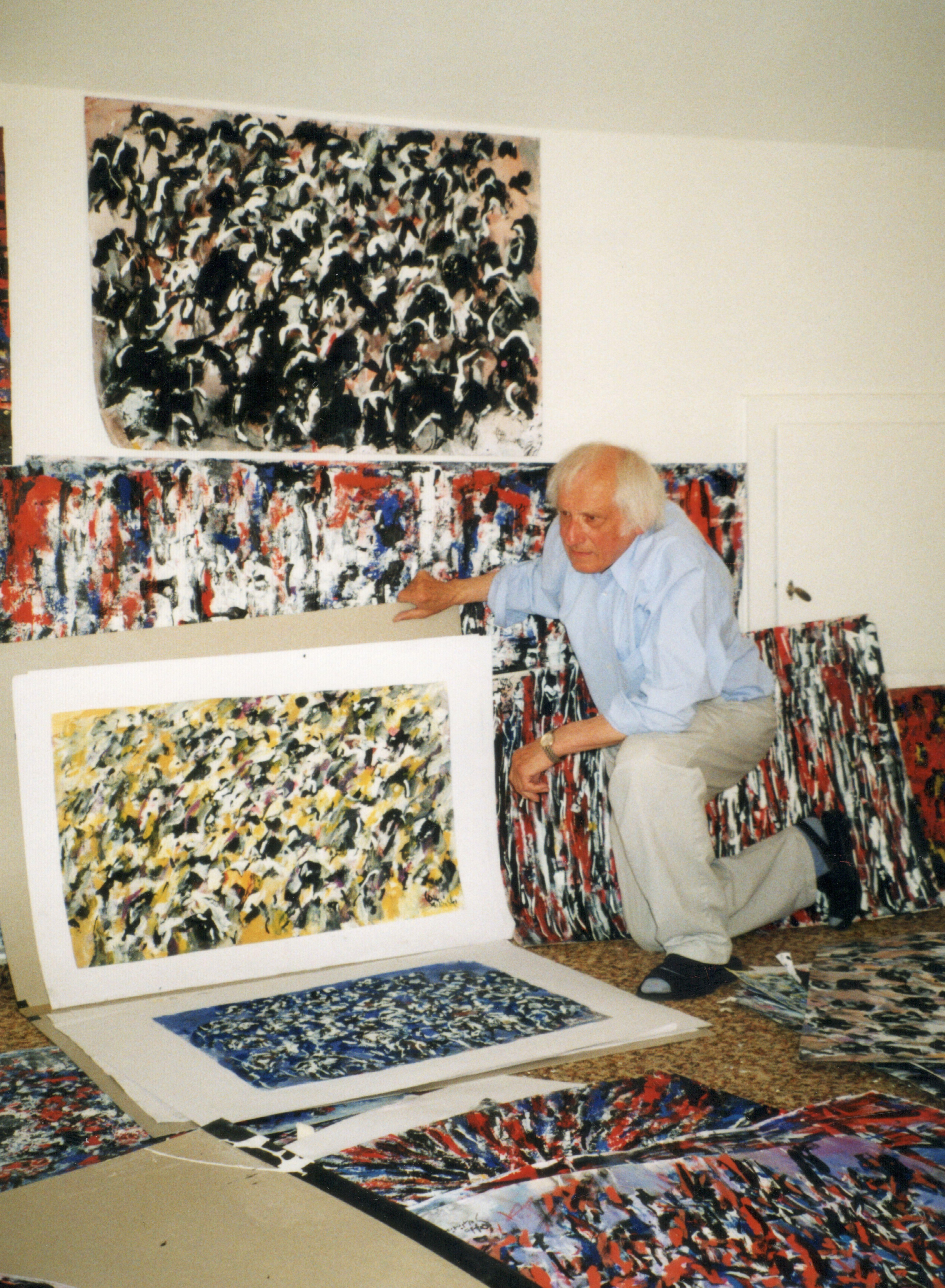
Otto Schliwinski

Otto Schliwinski (* 5. März 1928 in Moldzien, Kreis Lyck; † 22. Januar 2024 in Essen) war ein deutscher Maler und Grafiker.

## Leben
Schliwinski wuchs als Sohn eines Pferdezüchters in Ostpreußen auf. 1945 überlebte er die Luftangriffe auf Dresden. In Essen wurde er Planungsingenieur im Brückenbau. Bis 1978 war er in diesem Beruf tätig. Doch schon weit früher begann Schliwinski mit Studien in Malerei und Grafik in Gelsenkirchen. Eine Ausbildung als Zeichner legte den Grundstein für die Auseinandersetzung mit künstlerischen Ausdrucksformen. 1979 machte er sich als freischaffender Maler und Grafiker selbstständig. Er wirkte zuerst in Essen, später in Garmisch-Partenkirchen.
Seinen ersten künstlerischen Studien folgte der Besuch der Folkwangschule in Essen. Seit 1961 stellte er weltweit in mehr als 60 Einzelausstellungen aus. Er war Gastdozent am Sydney College of the Arts und am Brisbane College of Photography and Art.

## Preise
- Goldmedaille des Internationalen Parlaments zur Sicherheit und zum Frieden
- Goldmedaille der Accademia Italiana
- Nicolaus Copernicus Medaille (Polen)
- Kulturpreis der Landsmannschaft Ostpreußen (1997)

## Ausstellungen
Seine erste Einzelausstellung fand 1961 im Ruhrlandmuseum in Essen statt. Seine Reisen führten ihn durch alle fünf Kontinente, Ausstellungen und Studienreisen in mehr als 74 Ländern, häufig durch Vermittlung von Goethe-Instituten. Dabei wirkte er auch als Botschafter Ostpreußens.
Eine Auswahl aus 40 Jahren Ausstellungen von 1961 bis 2001:
- 1961 Ruhrlandmuseum, Essen
- 1964 Forum bildender Künstler, Essen
- 1968 Museum Herne
- 1969 Museum Gladbeck
- 1970 Forum bildender Künstler, Essen
- 1971 Culturcentrum Neerpelt/Belgien
- 1973 Städtisches Museum Gelsenkirchen
- 1974 Karl-Ernst-Osthaus-Museum, Hagen
- 1974 Galerie Riley, New York/USA
- 1974 Goethe-Institut, Montreal/Kanada
- 1976 Goethe-Institut, Glasgow/Großbritannien
- 1977 Radhus-Galerie, Den Burg/Niederlande
- 1977 Goethe-Institut, Kopenhagen/Dänemark
- 1978 Städtische Galerie Torhaus, Dortmund
- 1979 Kunstkabinett am Steintor, Hannover
- 1979 Goethe-Institut, Trieste/Italien
- 1980 Galerie ex libris, Ibiza/Spanien
- 1981 Galerie Deutschlandhaus, Berlin
- 1982 Artcenter, Hongkong, mit Goethe-Institut China
- 1982 Goethe-Institut, Lagos/Nigeria
- 1982 Galerie Santica mit Kobe Shinbun, mit Goethe-Institut/Japan
- 1982 Galerie Studio 37, Kyoto, mit Goethe-Institut/Japan
- 1984 Haus des Deutschen Ostens, München
- 1984 Haus des Deutschen Ostens, Düsseldorf
- 1985 Galerie Shilpakorn-Universität, Bangkok, mit Goethe-Institut/Thailand
- 1985 Faculty Sil-pakorn University if Arts, Nakorn-Phatom/Thailand
- 1985 Goethe-Institut, Sydney/Australien
- 1985 Goethe-Institut, Jakarta/Indonesien
- 1985 Heritage Art Center, Manila, mit Goethe-Institut/Philippinen
- 1985 ITB-Universität, Bandung, Goethe-Institut/Indonesien
- 1987 Haus Baden-Württemberg, Stuttgart
- 1988 Bayerisches Staatsministerium, München
- 1988 Städtische Galerie, Neuburg a. D.
- 1989 Goethe-Institut Lyon/Frankreich
- 1990 Galerie Artvision, Düsseldorf
- 1991 Galerie Johannes Kühl, Dresden
- 1992 Muzeum Warmii i Mazur, Olsztyn (Allenstein)
- 1992 Galeria Zamek w Reszlu/Polen, mit Goethe-Institut, Warschau
- 1993 Gerhart-Hauptmann-Haus, Deutsch-osteuropäisches Forum, Düsseldorf
- 1993 Stiftung Deutschland-haus, Berlin
- 1994 Muzeum Warmi i Mazur, Olsztyn (Allenstein)
- 1994 Ełckie Centrum Kultury (Lyck)/Polen
- 1994 Galerie Jebel Ali, Dubai/Arabien
- 1995 Cultural Foundation Abu Dhabi/Vereinigte Arabische Emirate
- 1995 Kunstgalerie Kaliningrad (Königsberg)/Russland
- 1995 Deutsches Generalkonsulat Shanghai/China
- 1996 Klaipėda, Memel/Litauen
- 1997 Messehallen, Düsseldorf
- 1997 Galeria del Monte, Forio/Italien
- 1997 Goethe-Institut, Mexiko-Stadt/Mexiko
- 2001 Ełckie Centrum Kultury, Ełk/Polen (einziger deutscher Teilnehmer).
- 2002 Galerie Jaud, Garmisch-Partenkirchen „Schrägschnitt“.